# Roberto Torres
Roberto Torres (n. 6 aprilie 1972, Paraguay) este un fost fotbalist paraguayan.
Torres a debutat la echipa națională a Paraguayului în anul 1996.

## Statistici
| Paraguay | Paraguay | Paraguay |
| An       | Meciuri  | Goluri   |
| -------- | -------- | -------- |
| 1996     | 1        | 0        |
| Total    | 1        | 0        |